# 三个庄子镇
三个庄子镇，是中华人民共和国新疆维吾尔自治区昌吉回族自治州奇台县下辖的一个乡镇级行政单位。
2014年10月20日，新疆维吾尔自治区人民政府批复同意撤销三个庄子乡建制，设立三个庄子镇。

## 行政区划
三个庄子镇下辖以下地区：
马莲滩村、三个庄子村、青年村、土园仓村、双涝坝村和东城河村。